# 埃爾巴列 (阿托馬約省)
18°58′12″N 69°22′48″W / 18.97000°N 69.38000°W
埃爾巴列（西班牙語：El Valle），是多明尼加共和國的城鎮，位於該國東北部，由阿托馬約省負責管轄，面積161.12平方公里，2012年人口8,855，人口密度每平方公里55人。